# Nina Mercedez
Nina Mercedez (* 10. listopadu 1979, Corpus Christi, Texas, USA) je známou americkou pornoherečkou.

## Životopis
Tvrdí o sobě, že jako dospívající nebyla ani populární ani atraktivní. Objevila se v jedné z částí americké talk show The Jenny Jones Show. Byla vyloučena ze školy a od svých 15 let vystřídala celou řadu zaměstnání. Pracovala například ve firmách Denny's (síť rodinných restaurací), Office Max (kancelářské potřeby) a Barnes and Noble (knihkupectví). Později se stala barmankou a pracovala jako modelka pro americký pivovar Budweiser.
Několik let pracovala jako tanečnice, a v roce 2000 se objevila v červnovém vydání časopisu Penthouse. V této době také začala vystupovat odhalená. Zvítězila v soutěžích "Miss Nude North America" a "Miss Nude International" (2001), "Exotická tanečnice/Kabaretní umělec roku" (2002) a "Miss Nude Universe" (2003). Byla také nominována na dvě ceny F.A.M.E. (anglicky) za nejlepší poprsí a nejlepší tělo.
Nina Mercedez se objevila ve většině hlavních časopisů pro dospělé; Penthouse (červen 2000), Hustler Honeys (srpen 2004 a prázdninové vydání 2003), Club International (prosinec 2003), Fox (prázdninové vydání 2003), Club (listopad 2003) a na obalech časopisů Busty, Gent, D-Cup, Playtime, Xcitement, Exotic Dancer Directory a AVN. Objevila se i v kulturistických a hudebních časopisech.
Pod jejím jménem je vyráběna řada erotických pomůcek, zahrnující vibrátory a modely její vaginy a pozadí. Téměř výhradně spolupracuje s vydavatelstvím porno filmů Vivid Entertainment. Nina Mercedez je i spoluautorkou oblíbené knihy "How to Have XXX Sex Life".

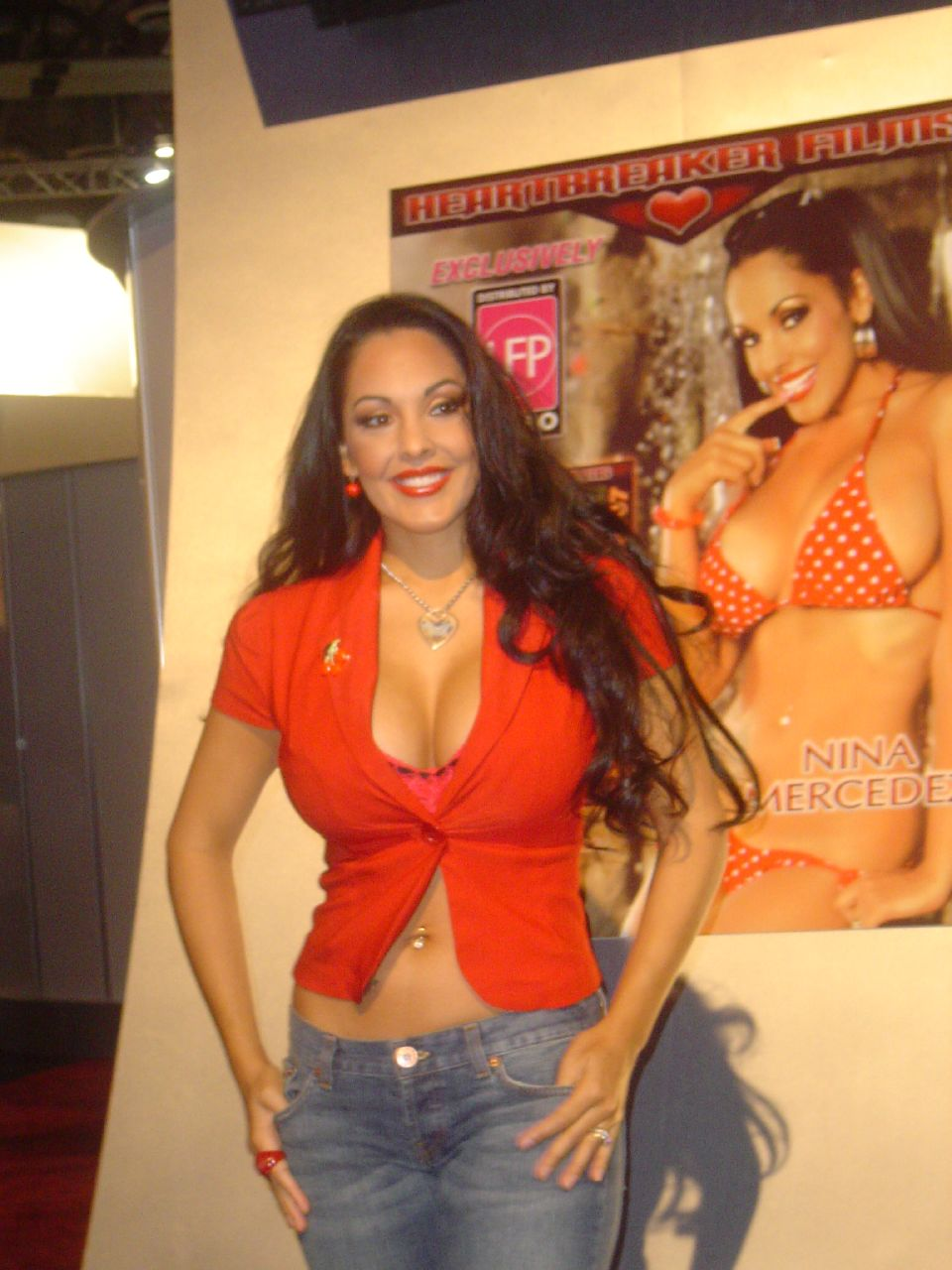
Nina Mercedez

## Další informace
- Nina Mercedez má na pravé straně břicha barevné tetování ve tvaru stočeného hada, které kryje vodorovnou jizvu.
- Nina vystupovala v krátce vysílaném televizním seriálu o pornoprůmyslu zvaném "Skin".

## Ocenění
- 2001: Miss Nude North America
- 2001: Miss Nude International
- 2002: Adult Nightclub & Exotic Dancer Award Gewinner - Exotic Dancer/Entertainer of the Year[1]
- 2002: Penthouse Golden G-String Award[1]
- 2003: Miss Nude Universe
- 2004: Adult Nightclub & Exotic Dancer Award Gewinner - Exotic Dancer’s Adult Performer of the Year[1]
- 2006: AVN Award nominee - Best Anal Sex Scene - Film
- 2007: AVN Award nominee - Best Actress - Video
- 2007: F.A.M.E. Award finalist - Hottest Body[2]
- 2008: F.A.M.E. Award finalist - Favorite Breasts[3]
- 2008: AVN Award nominee - Best All-Girl Sex Scene - Video
- 2009: AVN Award nominee - Best All-Girl Group Sex Scene
- 2009: AVN Award nominee - Best All-Girl 3-Way Sex Scene
- 2009: Fame Registry winner - Most Luscious Latina[4]
- 2011: Adult Nightclub & Exotic Dancer Awards Gewinner - Miss ExoticDancer.com of the Year[5]
- Latina Porn Awards - Performer of the Decade[6]